# Петро Дорогостайський
Петро Дорогостайський (пом. 1611) — шляхтич-кальвініст, урядник Великого князівства Литовського. Представник роду Дорогостайських гербу Леліва.

## Життєпис
Батько — Микола (Миколай, пом. бл. 1548) — мечник ВКЛ, староста (стольник) вовковиський. Виховував синів у кальвінському дусі. Мати — дружина батька Анна Война (Войнянка).
Посади: мінський каштелян (з кінця 1597 року), мстиславльський (з початку 1600 року) та смоленський воєвода. Під час з'їзду «дисидентів» (протестантів, православних) у Вільні в 1599 році обраний одним із «провізорів». Був опікуном малолітнього Павла Дорогостайського після передчасної смерти його батька Івана (Яна). Від 1600 року — мстиславський воєвода.
Син — Войтех, не мав нащадків.